# 乙巳士禍
乙巳士禍（いっししか、을사사화、ウルササファ）は、1545年、李氏朝鮮の明宗時代に起きた、明宗の外戚尹元衡（文定王后・尹氏の弟）らによる、鳳城君を推戴しようとした反対勢力である先代仁宗（明宗の異母兄）の外戚の尹任と彼に登用された士林らの粛清事件（士禍）。

## 事件の経過
1544年11月、中宗が死去すると、世子が29歳で即位し、仁宗となった。仁宗は生母が産褥で生後直ぐに死去したため、継妃であった文定王后に育てられた。文定王后の実子で、仁宗の異母弟・慶源大君(後の明宗)はこのとき11歳であった。
中宗代の晩年、政治の実権をめぐって、仁宗の伯父・尹任の率いる大尹派と文定王后の次弟・尹元衡を中心とする小尹派とが、ことごとくに対立していたが、仁宗の即位により大尹派が優位となった。
仁宗は、その短い在位期間中に、己卯士禍で被害にあった趙光祖ら士林派の名誉回復をはかり、自らも道学政治を標榜して士林派の登用を推進したが、即位後わずか9か月足らずで、原因不明の急病で死去した。
仁宗の急死については、当時から継母である文定王后による殺害説がひそかに囁かれてきたが、真相は歴史の闇に葬られた。
仁宗の死によって後ろ盾を失った大尹派に対し、幼い国王・明宗とその生母・文定王后（明宗が成年に達するまで、評判の悪い垂簾政治を行った）に擁護された小尹派の中心人物・尹元衡は、策略を駆使しながら口実を設けて、尹任、柳灌、柳仁淑らの大尹派の首領を自決に追い込み、彼らに追随した多くの士林派の官僚たちを配流した。そのために乙巳士禍と呼ばれる。

## 事件の結果
乙巳士禍で政権を掌握した尹元衡は、1547年にも良才駅壁書獄（양재역 벽서 사건）を起こして、先の事件で生き残った良識派の士林勢力をも一掃し（정미사화、丁未士禍）、権力を独占した。尹元衡は国王の外戚として、文定王后存命中はその栄華を極めたといわれるが、文定王后の死により、その側室・鄭蘭貞とともに政権を追われ、自害した。